# Dicée olive
Pachyglossa olivacea
Espèce
Statut de conservation UICN

 LC  : Préoccupation mineure
Le Dicée olive (Pachyglossa olivacea) est une espèce de passereau placée dans la famille des Dicaeidae.

## Habitat
Il habite les forêts humides tropicales et subtropicales en plaine.

## Répartition et sous-espèces
Selon la classification de référence du Congrès ornithologique international (15.1, 2025) il se répartit en trois sous-espèces :
- P. o. olivaceus (Tweeddale, 1877) — Luçon ;
- P. o. parsonsi (McGregor, 1927) — Mindanao ;
- P. o. samarensis (Steere, 1890) — Visayas orientales.